# Gemeinschaftsdiagnose
Die Gemeinschaftsdiagnose (häufig kurz: GD) ist eine gemeinschaftliche Konjunkturanalyse und -prognose, die führende deutsche Wirtschaftsforschungsinstitute jeweils im Frühjahr und im Herbst eines Jahres unter dem Titel Die Lage der Weltwirtschaft und der deutschen Wirtschaft erstellen. Auftraggeber ist die Bundesregierung, vertreten durch das Bundesministerium für Wirtschaft. Die erste Gemeinschaftsdiagnose wurde 1950 verfasst. Zu unterscheiden ist die Gemeinschaftsdiagnose vom Sachverständigenrat zur Begutachtung der gesamtwirtschaftlichen Entwicklung.

## Beteiligte Institute
Bis 2007
Bis zum Frühjahr 2007 waren an dem Gutachten beteiligt:
- Deutsches Institut für Wirtschaftsforschung (DIW), Berlin;
- Hamburgisches Welt-Wirtschafts-Archiv (HWWA), bis 2006;
- Institut für Wirtschaftsforschung an der Universität München (ifo);
- Institut für Weltwirtschaft an der Universität Kiel (IfW);
- Institut für Wirtschaftsforschung Halle (IWH), Halle (Saale), ab 1993;[1]
- Rheinisch-Westfälisches Institut für Wirtschaftsforschung (RWI), Essen.

Diese sechs Institute sind Mitglied in der Arbeitsgemeinschaft deutscher wirtschaftswissenschaftlicher Forschungsinstitute (ARGE). Das Hamburgische Welt-Wirtschafts-Archiv wurde Ende 2006 aufgelöst.
2007 bis 2010
Neben dem aufgelösten HWWA schied bei der Neuausschreibung auch das DIW aus: die Bundesregierung hatte Vorbehalte betreffend der Leistungsfähigkeit des Instituts wegen des Weggangs von erfahrenen Mitarbeitern vom DIW. Nach der Ausschreibung durch das Bundesministerium für Wirtschaft und Technologie für die Periode Herbst 2007 bis Frühjahr 2010 sind folgende Institute und Arbeitsgemeinschaften an der Gemeinschaftsdiagnose beteiligt (Institute unter einem gemeinsamen Oberpunkt bildeten jeweils eine Bietergemeinschaft):
- Institut für Weltwirtschaft an der Universität Kiel (IfW);
- ifo Institut für Wirtschaftsforschung an der Universität München (ifo),
  - Konjunkturforschungsstelle der Eidgenössischen Technischen Hochschule (ETH), Zürich;
- Institut für Wirtschaftsforschung Halle (IWH),
  - Institut für Makroökonomie und Konjunkturforschung (IMK), Düsseldorf,
  - Österreichisches Institut für Wirtschaftsforschung (WIFO), Wien;
- Rheinisch-Westfälisches Institut für Wirtschaftsforschung (RWI),
  - Institut für Höhere Studien (IHS), Wien.

2010 bis 2013
Bei der Neuausschreibung durch das neu besetzte Wirtschaftsministerium unter Brüderle (FDP) schieden mehrere vorher beteiligte Institute aus, für die Periode Herbst 2010 bis Frühjahr 2013 sind demnach folgende Institute und Arbeitsgemeinschaften an der Gemeinschaftsdiagnose beteiligt (Institute unter einem gemeinsamen Oberpunkt bildeten jeweils eine Bietergemeinschaft):
- ifo Institut für Wirtschaftsforschung an der Universität München (ifo),
  - KOF Konjunkturforschungsstelle an der ETH Zürich;
- Institut für Weltwirtschaft an der Universität Kiel (IfW),
  - Zentrum für Europäische Wirtschaftsforschung GmbH;
- Institut für Wirtschaftsforschung Halle (IWH),
  - Kiel Economics Research & Forecasting GmbH & Co. KG
- Rheinisch-Westfälisches Institut für Wirtschaftsforschung (RWI),
  - Institut für Höhere Studien (IHS), Wien.

Ab 2013
Bei der Neuausschreibung im Jahr 2013 schied das Kieler Institut für Weltwirtschaft mit seinem Konsortialpartner, dem Zentrum für Europäische Wirtschaftsforschung, aus dem Kreis der Institute aus, die die Gemeinschaftsdiagnose bearbeiten. Zum Zuge kam stattdessen das Deutsche Institut für Wirtschaftsforschung (DIW Berlin), das nach zwei fehlgeschlagenen Bewerbungen (im Jahr 2007 und im Jahr 2010) und einem Aufbauprozess in der makroökonomischen Politikberatung und Prognosetätigkeit gemeinsam mit seinem Konsortialpartner, dem Österreichischen Institut für Wirtschaftsforschung (WIFO), wieder zum Zuge kam. Für den Projektzeitraum 2013 bis 2016 sind demnach folgende Konsortien an der Gemeinschaftsdiagnose beteiligt:
- Deutsches Institut für Wirtschaftsforschung (DIW Berlin),
  - Österreichisches Institut für Wirtschaftsforschung (WIFO);
- ifo Institut für Wirtschaftsforschung an der Universität München (ifo),
  - KOF Konjunkturforschungsstelle an der ETH Zürich;
- Leibniz-Institut für Wirtschaftsforschung Halle (IWH),
  - Kiel Economics Research & Forecasting GmbH & Co. KG;
- Rheinisch-Westfälisches Institut für Wirtschaftsforschung (RWI),
  - Institut für Höhere Studien (IHS), Wien.

Ab 2016
Die Gemeinschaftsdiagnose wird ab Juli 2016 von diesen Instituten erstellt:
- Deutsches Institut für Wirtschaftsforschung Berlin (DIW) mit dem Österreichischen Institut für Wirtschaftsforschung (Wien)
- ifo Leibniz-Institut für Wirtschaftsforschung an der Universität München (Ifo) mit der Konjunkturforschungsstelle an der ETH Zürich
- Institut für Weltwirtschaft Kiel (IfW)
- Leibniz-Institut für Wirtschaftsforschung Halle (IWH)
- RWI Leibniz-Institut für Wirtschaftsforschung Essen (RWI) mit dem Institut für Höhere Studien (Wien).

Das IfW und das RWI sind für vier Jahre in den Gutachterkreis berufen. DIW, Ifo und IWH für zwei Jahre. Alle fünf Forschungsinstitute gehören zur Leibniz-Forschungsgemeinschaft.
Für die Teilnahme an der Gemeinschaftsdiagnose waren ursprünglich vier Plätze ausgeschrieben, je zwei für vier Jahre und zwei für zwei Jahre. Vergeben wurden dann aber fünf Plätze. Nach der internen Rangliste der Ministerien stand das DIW auf Rang fünf. Die FAZ spricht daher von "Mauschelei" und verweist auf die guten Beziehungen von DIW-Präsident Marcel Fratzscher zum damaligen Wirtschaftsminister Sigmar Gabriel.